# Socha Réva
Socha Réva, nazývaná také Dívka s hrozny, je památkově chráněná mramorová skulptura v parku Kampa na Vltavském ostrově Kampa na Malé Straně v Praze 1.

## Popis a historie díla
Socha Réva stvárňuje akt dívky s hroznem révy vinné stojící na kameni a která je umístěna na pískovcovém soklu obdélníkového půdorysu. Dívka drží oběma rukama na prsou hrozen. Autorem díla z bílého Carrarského mramoru je první československá/česká profesionální sochařka Karla Vobišová-Žáková (1887–1961). Skulptura vznikla technikou sekání v roce 1960. Je památkově chráněna jako nemovitá kulturní památka od 22. prosince 1964. Renovace skulptury proběhla v roce 1997.
| Výška skulptury   | 160 cm |
| Šířka skulptury   | 40 cm  |
| Hloubka skulptury | 45 cm  |

## Další informace
Socha je pod správou městské části Praha 1. Socha je celoročně volně přístupná.

## Galerie

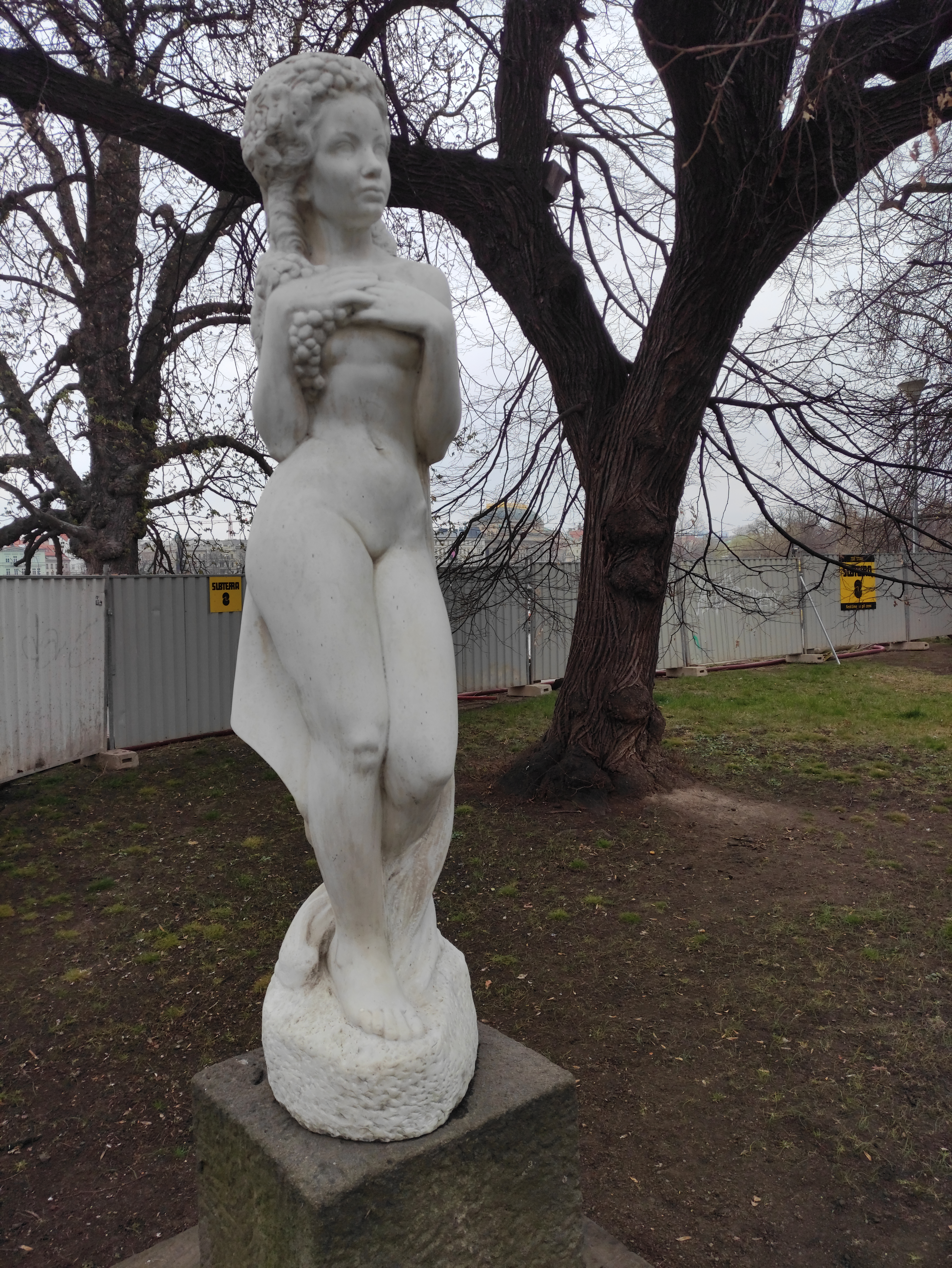
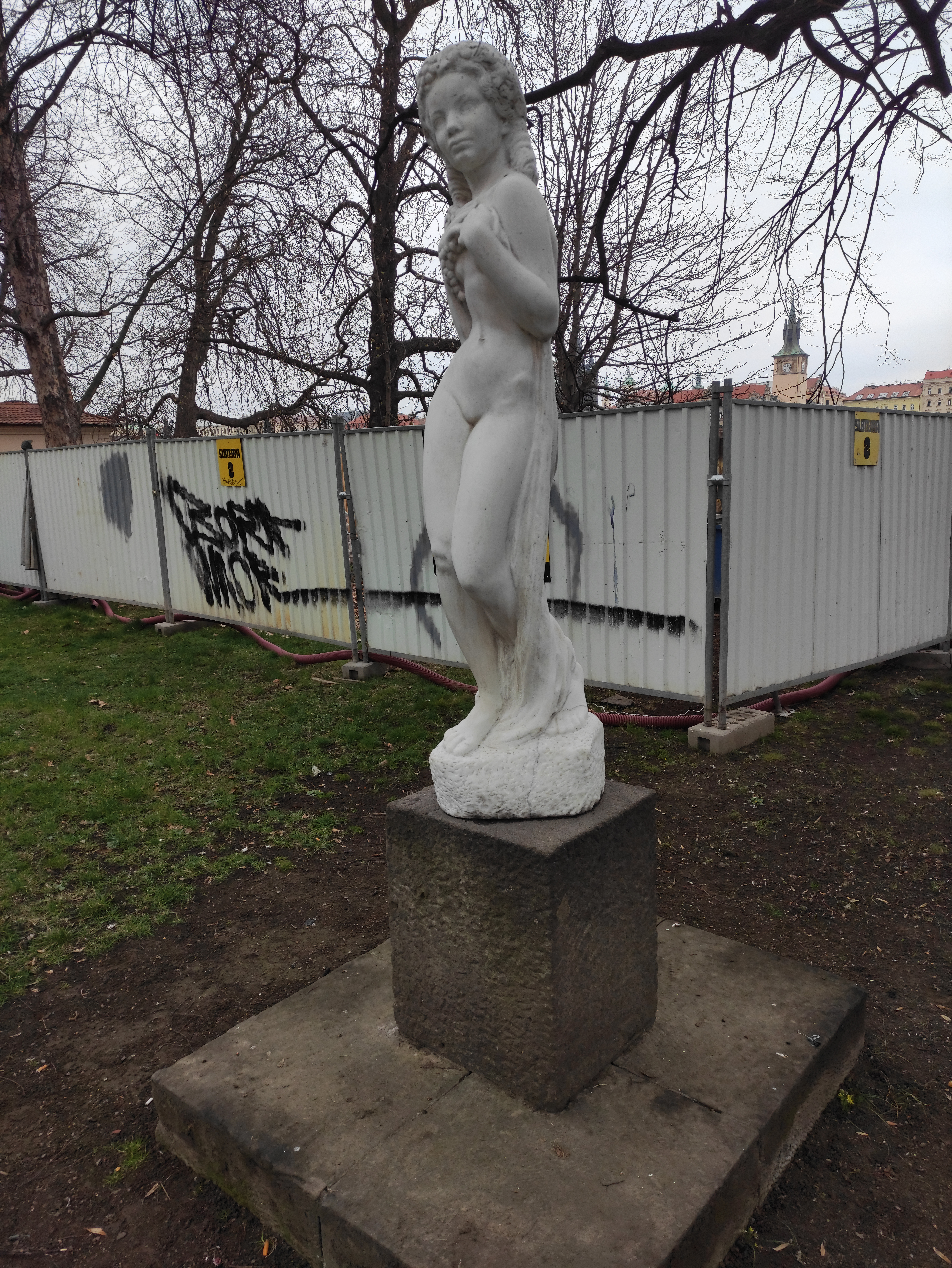
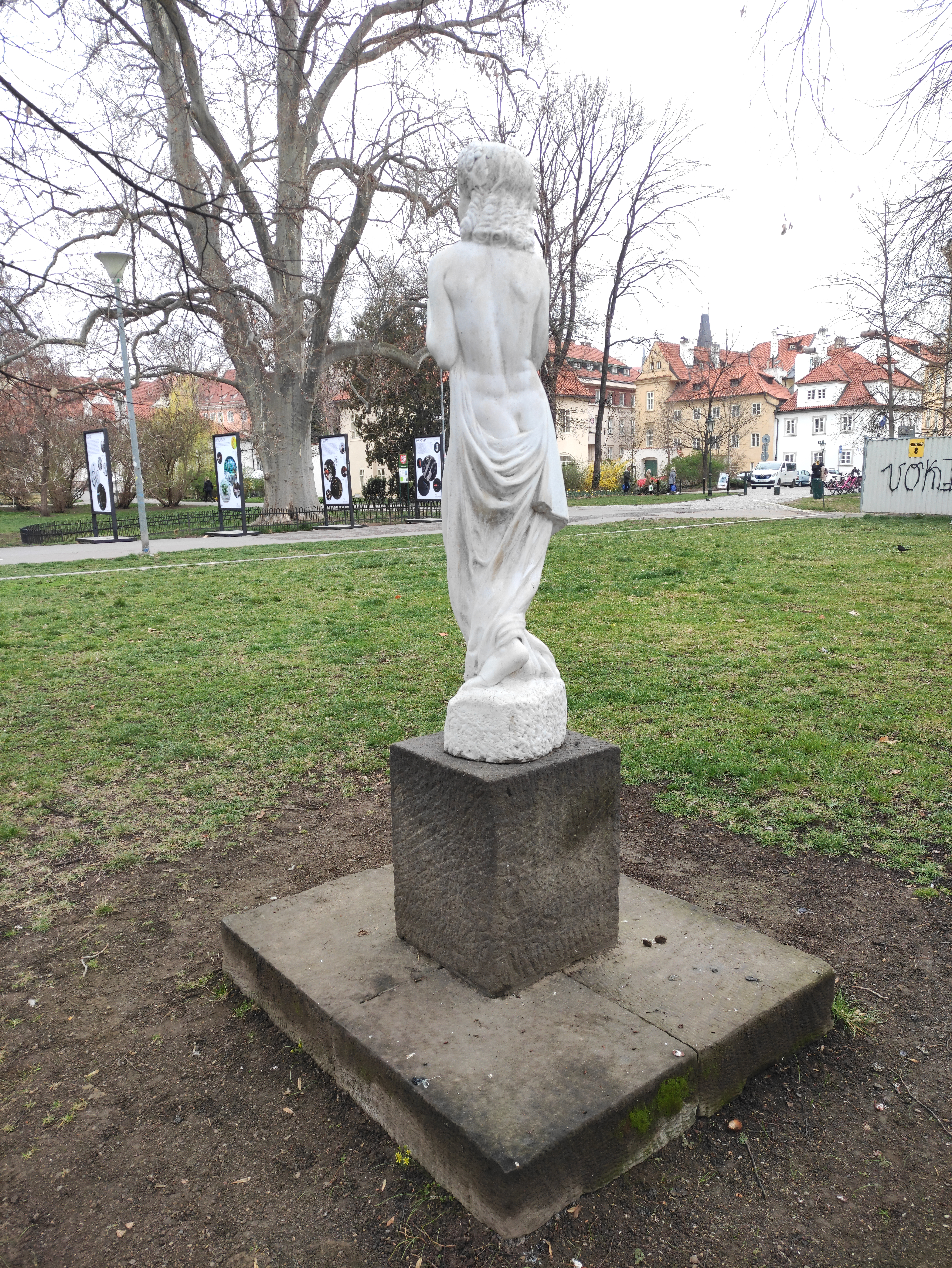